# Anthodioctes argentinus
Anthodioctes argentinus är en biart som beskrevs av Urban 1999. Anthodioctes argentinus ingår i släktet Anthodioctes och familjen buksamlarbin. Inga underarter finns listade i Catalogue of Life.